# I Refuse It!
Gli I Refuse It! sono stati un gruppo musicale italiano proveniente da Firenze ed attivo negli anni '80. Furono parte della scena toscana del Granducato Hardcore a cui appartenevano band come Juggernaut, Cheetah Chrome Motherfuckers, Wardogs, Auf'schlag e la loro sala prove in Borgo Pinti ne fu uno dei principali punti d'incontro. Il gruppo rappresenta la frangia più sperimentale dell'hardcore punk italiano con un massiccio utilizzo di tastiere e rumori.

## Storia del gruppo

### Prima formazione e primi anni
Gli I Refuse It! si formarono a Firenze nel 1982 ed erano inizialmente composti dal molfettese Pino Zarko (chitarra), dal pisano Sandro Favilli (basso), da Wally Dread (batteria), da Stefano Bettini (voce) e da Lapo Lombardi (tastiere e rumori).
Dopo alcuni concerti, nel 1983 uscì la loro prima produzione, uno split album con i Cheetah Chrome Motherfuckers su cassetta dal titolo Sfregio Permanente / Permanent Scare. L'album, uscito inizialmente come autoproduzione, fu ristampato nel 1985 con il titolo Permanent Scar dall'etichetta inglese Children Of The Revolution Records. Fu in questi anni che iniziarono a suonare presso la loro sala prove in Borgo Pinti, luogo che ben presto divenne un punto di ritrovo per la scena hardcore punk toscana, con una intensa attività politica e di controinformazione, producendo anche la fanzine Nuove dal Fronte, embrione della successiva GDHC da cui il nome GranDucatoHardCore della scena toscana.
Nel 1984 pubblicarono, con il titolo omonimo, il loro primo EP su 7" per la Totò alle prese coi dischi, sottoetichetta della bolognese Attack Punk Records di Jumpy Velena.
Nel 1986 esce il loro primo album dal titolo M per l'etichetta fiorentina Belfagor Records.

### Seconda formazione
Dopo M alcuni membri del gruppo fuoriescono, complici anche alcuni fogli di via nei confronti di alcuni punk pisani fra i quali il  bassista. Della formazione originale rimangono nella band Pino Zarko e Stefano Bettini, mentre entrano nella nuova formazione Andrea Salani in arte Vipera ed ex membro dei Cheetah Chrome Motherfuckers e Putrid Fever, Marco Cesare, precedentemente impegnato con i Juggernaut e Fernando Del Regno, ex membro degli Stato di Polizia e Culto dell'Occidente con alla voce il Picchio già Stazione Suicida.

## Discografia
Album in studio
- 1986 - M
- 1989 - Mind The Gap
- 2005 - Cronache Del Videotopo
- 2018 - Cronache Del Videotopo

EP
- 1984 - I Refuse It!

Split
- 1983 - Sfregio Permanente / Permanent Scare - con i Cheetah Chrome Motherfuckers
- 1985 - Mind The Gap - con i Ultima Thule

Compilation
- 1983 - Autogestione!
- 1983 - Basic Sampler
- 1984 - Last White Christmas, II
- 1984 - Senza Tregua
- 1984 - Il Destino Dell'Uomo / The Doom Of Man
- 1984 - Loro Decidono...Tu Paghi! - They Decide...You Pay!
- 1985 - S2D - Sous Deux Dictatures
- 1986 - We Can Do Whatever We Want - Best Of BCT #1
- 1986 - Consumer Blackmail
- 1994 - Prima Della Seconda Repubblica
- 2005 - Hate / Love

### Documentari
- Italian Punk Hardcore: 1980-1989 di Angelo Bitonto, Giorgio S. Senesi e Roberto Sivilia (2015)